# Mértola
Mértola là một huyện thuộc tỉnh Beja, Bồ Đào Nha. Huyện này có diện tích 1293 km², dân số thời điểm năm 2001 là 8712 người.